# Міжнародний комітет славістів
Міжнародний комітет славістів — наукова організація, яка об'єднує національні комітети славістів Австралії, Нової Зеландії, Австрії, Білорусі, Бельгії, Болгарії, Великої Британії, Греції, Данії, Ізраїлю, Індії, Італії, Канади, Македонії, Молдови, Нідерландів, Німеччини, Норвегії, Польщі, Росії, Румунії, Сербії, Словаччини, Словенії, Угорщини, України, США, Фінляндії, Франції, Хорватії, Чехії, Швейцарії, Швеції, Естонії, Японії.
Комітет засновано 1955 року у Белграді (Югославія) з метою відновити й розвивати міжнародні зв'язки у галузі славістики, а також продовжити традиції 1 Міжнародного конгресу славістів-філологів, який відбувся у Празі 1929 року. З 1958 року кожні 5 років комітет проводить Міжнародні з'їзди славістів (Париж, 2023):
- 1958, IV, Москва (СРСР, Росія)[1]
- 1963, V, Софія (Болгарія)
- 1968, VI, Прага (ЧССР, Чехія)[2]
- 1973, VII, Варшава (Польща)[3]
- 1978, VIII, Загреб (СФРЮ, Хорватія)[1]
- 1983, IX, Київ (СРСР, Україна)[4]
- 1988, X, Софія (Болгарія)[5]
- 1993, XI, Братислава (Словаччина)[6]
- 1998, XII, Краків (Польща)[7]
- 2003, XIII, Любляна (Словенія)[8]
- 2008, XIV, Охрид (Македонія)[9].
- 2013, XV, Мінськ (Білорусь).[10]

Міжнародний комітет славістів проводить щорічні наради. При комітеті створено комісії: загальнослов'янського лінгвістичного атласу, старослов'янського словника, історії славістики, ономастики, поетики й стилістики, термінології, бібліографії, фонетики й фонології, лексикології та лексикографії, лінгвістичної та літературознавчої текстології, соціолінгвістики та ін. З 2013 року створена медіалінвгістична комісія, куди увійшли провідні фахівці зі славістики.
Міжнародний комітет славістів входить у систему просвітніх організацій ЮНЕСКО.
Український комітет славістів, який є субструктурою Міжнародного комітету славістів, очолює академік НАН України О. С. Онищенко, заступником голови є професор Київського національного університету імені Тараса Шевченка Л. І. Шевченко. До складу Українського комітету славістів входять провідні вчені у галузі україністики.